# بیشتین
بیشتین (به چکی: Běštín) یک منطقهٔ مسکونی در جمهوری چک است که در ناحیه بروون واقع شده‌است. بیشتین ۲٫۹۹ کیلومتر مربع مساحت و ۳۱۷ نفر جمعیت دارد و ۳۷۵ متر بالاتر از سطح دریا واقع شده‌است.